# Dictyna coloradensis
Dictyna coloradensis là một loài nhện trong họ Dictynidae.
Loài này thuộc chi Dictyna. Dictyna coloradensis được Ralph Vary Chamberlin miêu tả năm 1919.